# Winetricks
Winetricks是一份用來安裝一些基礎組件（像是微軟的DLL與字型）與微調一些在Wine下要正確執行應用程式所需的設定的指令稿。它可以完全自動化地安裝一系列的應用程式與遊戲，其中包含套用所需的調整。Winetricks由Wine的開發者Austin English維護。不像其他的第三方應用程式，Wine專案會接受Winetricks中特定類型的BUG反馈。
Winetricks有图形用户界面。

## 外部連結
- Winetricks專案首頁 （页面存档备份，存于）
- winetricks - 官方Wine Wiki （页面存档备份，存于）
- Wine專案首頁 （页面存档备份，存于）